# Cyanosporus
Cyanosporus McGinty (sinoporek) – rodzaj grzybów z rzędu żagwiowców (Polyporales).

## Systematyka i nazewnictwo
Pozycja w klasyfikacji według Index Fungorum: Polyporaceae, Polyporales, Incertae sedis, Agaricomycetes, Agaricomycotina, Basidiomycota, Fungi.
Gatunki występujące w Polsce:
- Cyanosporus alni (Niemelä & Vampola) B.K. Cui, L.L. Shen & Y.C. Dai 2018 – sinoporek modrobiały
- Cyanosporus caesius (Schrad.) McGinty 1909 – sinoporek modry
- Cyanosporus subcaesius (A. David) B.K. Cui, L.L. Shen & Y.C. Dai 2018 – tzw. sinoporek bladoniebieskawy[2]

Nazwy naukowe na podstawie Index Fungorum. Wykaz gatunków według W. Wojewody (podał je dla synonimu Oligoporus) i Stanisława Domańskiego. W 2025 r. Komisja ds. Polskiego Nazewnictwa Grzybów Polskiego Towarzystwa Mykologicznego zarekomendowała dla rodzaju Cyanoporus nazwę sinoporek.